# Filles de bonne famille
Pour plus de détails, voir Fiche technique et Distribution.
Filles de bonne famille (Les Petites Bourgeoises au Québec ; Uptown Girls) est un film américain réalisé par Boaz Yakin, sorti en 2003.

## Synopsis
Ce film raconte l'histoire de deux personnes qui vont apprendre à être ce qu'elles doivent être. Ray Shleine, une fille riche et maniaque est tout le contraire de l'exubérante Molly Gunn, fille d'une légende du rock décédé dans un accident, qui passe ses nuits dans une discothèque et ses journées à faire du shopping.
Jusqu'au jour où le conseiller de Molly, Bob, dont elle ne sait rien, lui vole tout son héritage. La seule solution qui lui reste est de trouver un travail. Elle décroche un emploi dans un magasin mais se fait virer après s'être endormie sur des lits qu'elle était censée vendre. Par chance, elle parvient à retrouver un emploi de baby-sitter chez la jeune Ray Shleine. Aussi arrogante que maniaque, cette dernière va faire découvrir à Molly un univers, qui est tout le contraire du sien.
Celle-ci ne tardera pas à découvrir combien la mère de Ray, Roma, vit dans l'ignorance de la vie de sa fille, la délaissant complètement pour des soirées. Molly tombera aussi amoureuse d'un chanteur, Neal, voulant se faire connaître. Ray quant à elle, est beaucoup plus mature et a une grande phobie des microbes. Aussi différentes qu'elles puissent être, elles ne vont pas tarder à découvrir le vrai sens de la vie et être transformées à jamais.

## Fiche technique
- Titre : Filles de bonne famille
- Titre québécois : Les petites bourgeoises
- Titre vidéo français : Petites princesses
- Titre original : Uptown Girls
- Réalisation : Boaz Yakin
- Scénario : Julia Dahl, Mo Ogrodnik et Lisa Davidowitz
- Production : Joseph M. Caracciolo Jr., Vicki Cherkas, Allison Jacobs, John Penotti, Fisher Stevens, Tim Williams, Gary Winick et Boaz Yakin
- Sociétés de production : Metro-Goldwyn-Mayer et GreeneStreet Films
- Musique : Joel McNeely
- Photographie : Michael Ballhaus
- Montage : David Ray
- Décors : Kalina Ivanov
- Costumes : Sarah Edwards
- Pays d'origine : États-Unis
- Format : Couleurs - 1,85:1 - DTS / Dolby Digital / SDDS - 35 mm
- Genre : Comédie dramatique
- Durée : 92 minutes
- Dates de sortie : 15 août 2003 (Canada, États-Unis), 3 mars 2004 (Belgique), 21 juillet 2004 (France)

## Distribution
- Brittany Murphy (VF : Marie-Laure Dougnac ; VQ : Éveline Gélinas) : Molly Gunn
- Dakota Fanning (VF : Lutèce Ragueneau ; VQ : Claudia-Laurie Corbeil) : Lorraine "Ray" Schleine
- Marley Shelton (VF : Véronique Rivière ; VQ : Charlotte Bernard) : Ingrid
- Donald Faison (VF : Daniel Lobé ; VQ : Gilbert Lachance) : Huey
- Jesse Spencer (VF : Damien Ferrette) : Neal
- Austin Pendleton : Mr. McConkey
- Heather Locklear (VF : Céline Duhamel ; VQ : Anne Bédard) : Roma Schleine
- Will Toale : Briefs Model
- Marceline Hugot (en) : l'infirmière
- Pell James : Julie
- Quddus (acteur) : un fêtard
- Russell Steinberg : un fêtard
- Fisher Stevens : une personne présente aux obsèques
- Susanna Frazer : le professeur de danse
- Wynter Kullman : Holly

## Autour du film
- Le tournage a débuté le 1er juillet 2002 et s'est déroulé à New York.
- Avant de confier le rôle de Molly Gunn à Brittany Murphy, la production avait tout d'abord pensé à Piper Perabo.
- À noter, les apparitions de Nas et Carmen Electra dans le rôle des célébrités.

## Bande originale
- On Broadway (Live Version), interprété par George Benson
- Charmed Life, interprété par Leigh Nash of Sixpence None The Richer
- E Is for Everybody, interprété par Cooler Kids
- Night of Love, interprété par Chris Rodriguez
- Molly Smiles, interprété par Jesse Spencer
- Le Lac des cygnes, composé par Piotr Ilitch Tchaïkovski, interprété par l'orchestre symphonique de la fédération de Russie conduit par Dmitri Yablonski
- Sheets of Egyptian Cotton, interprété par Jesse Spencer
- Spinning Around the Sun, interprété par Martina Sorbara
- Sexiest Man in Jamaica, interprété par Mint Royale
- Victory, interprété par The Weekend
- Time, interprété par Chantal Kreviazuk